# Madsen (band)

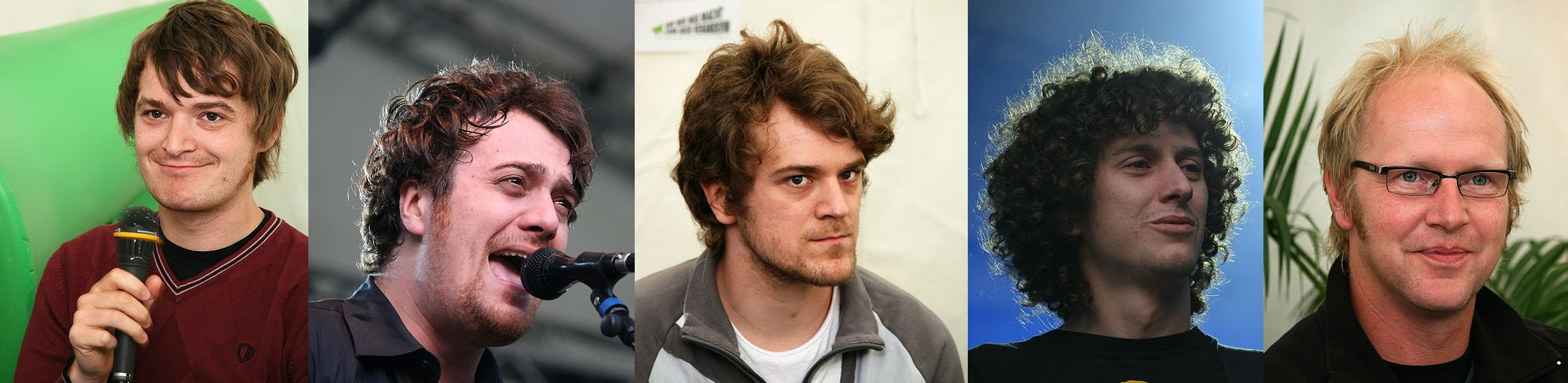
Madsen in 2008. V.l.n.r.: Sebastian Madsen, Johannes Madsen, Sascha Madsen, Niko Maurer en Folkert Jahnke.

Madsen is een Duitse indierockband uit Clenze in de deelstaat Nedersaksen. De bandnaam is afkomstig van de achternaam de drie broers die deel uitmaken van de bezetting.

## Discografie
- Madsen, 2005
- Goodbye Logik, 2006
- Frieden im Krieg, 2008
- Labyrinth, 2010
- Wo es beginnt, 2012
- Kompass, 2015
- Lichtjahre, 2018
- Na gut dann nicht, 2020
- Hollywood, 2023